# Diocesi di Trapezopoli
La diocesi di Trapezopoli (in latino: Dioecesis Trapezopolitana) è una sede soppressa e sede titolare della Chiesa cattolica.

## Storia
Trapezopoli, identificabile con le rovine a Bolo nell'odierna Turchia, è un'antica sede episcopale della provincia romana della Frigia Pacaziana nella diocesi civile di Asia. Faceva parte del patriarcato di Costantinopoli ed era suffraganea dell'arcidiocesi di Laodicea.
La diocesi è documentata nelle Notitiae Episcopatuum del patriarcato di Costantinopoli fino al X secolo.
A questa diocesi sono attribuiti sei vescovi. Nel 434 il vescovo Proclo fu trasferito da Cizico al patriarcato di Costantinopoli; questo trasferimento suscitò le critiche di coloro che lo ritenevano contrario alle norme canoniche. Lo storico Socrate Scolastico, nella sua Historia ecclesiastica, difese la legittimità di quest'atto riportando una serie di precedenti, tra cui quello di Ierofilo che venne trasferito da Trapezopoli a Plotinopoli. Non è dato sapere l'epoca esatta in cui avvenne questo cambiamento di sede.
Asclepiade sottoscrisse la lettera che un gruppo di vescovi scrisse il 21 giugno 431 a Cirillo d'Alessandria per protestare contro la convocazione del concilio di Efeso senza attendere l'arrivo dei vescovi orientali. Tuttavia, a differenza della maggior parte degli altri vescovi, Asclepiade prese parte al concilio efesino; la sua firma infatti si trova tra le sottoscrizioni della condanna di Nestorio e di quella di tutti coloro che negano il credo niceno.
Giovanni partecipò al concilio di Calcedonia nel 451. Eugenio era presente al concilio detto in Trullo nel 692. Zaccaria assistette al secondo concilio di Nicea nel 787. Leone infine partecipò al concilio di Costantinopoli dell'879-880 che riabilitò il patriarca Fozio di Costantinopoli.
Dal XVIII secolo Trapezopoli è annoverata tra le sedi vescovili titolari della Chiesa cattolica; la sede è vacante dal 14 marzo 1990.

## Cronotassi

### Vescovi greci
- Ierofilo † (? - prima del 434 nominato vescovo di Plotinopoli)
- Asclepiade † (menzionato nel 431)
- Giovanni † (menzionato nel 451)
- Eugenio † (menzionato nel 692)
- Zaccaria † (menzionato nel 787)
- Leone † (menzionato nell'879)

### Vescovi titolari
- Johann Baptist Gegg † (30 marzo 1716 - 9 novembre 1730 deceduto)
- Augustin Botoš-Okić, O.F.M. † (7 maggio 1784 - 1º giugno 1799 deceduto)
- Antonio Maria Grasselli, O.F.M.Conv. † (14 aprile 1874 - 22 dicembre 1874 nominato arcivescovo titolare di Colossi)
- Seweryn Morawski † (13 maggio 1881 - 27 marzo 1885 nominato arcivescovo di Leopoli)
- Francesco Sogaro, F.S.C.I. † (10 luglio 1885 - 21 agosto 1894 nominato arcivescovo titolare di Amida)
- Bartholomew Woodlock † (12 febbraio 1895 - 13 dicembre 1902 deceduto)
- François-Ignace Hummel, S.M.A. † (6 marzo 1906 - 13 marzo 1924 deceduto)
- Giuseppe Camassa † (15 aprile 1912 - 18 gennaio 1916 deceduto)
- Inocêncio Engelke, O.F.M. † (4 luglio 1924 - 25 dicembre 1935 succeduto vescovo di Campanha)
- Teodoro Schu, S.V.D.† (19 novembre 1936 - 11 aprile 1946 nominato vescovo di Yanzhou)
  - Imre Alfréd Erőss † (2 febbraio 1949 ordinato - 2 agosto 1950 deceduto)[6]
- Ioan Ploscaru † (21 novembre 1948 - 14 marzo 1990 nominato eparca di Lugoj)